# صورت‌تخت شامی
صورت‌تخت شامی (نام علمی: Agapanthia pustulifera) گونه‌ای سوسک همه‌چیزخوار است که زیستگاهش در منطقه شام مثل اسرائیل، سوریه و لبنان می‌باشد. چرخه زندگی صورت‌تخت شامی یک سال است. طول تقریبی این گونه ۱۳ تا ۱۹ میلی‌متر است.